# 第七の暁
第七の暁（だいななのあかつき、英: The 7th Dawn）は、1964年の戦争映画である。監督をルイス・ギルバートが、主演を『戦場にかける橋』や『ワイルドバンチ』のウィリアム・ホールデンが務めた。丹波哲郎が本作及び、後に同監督の『007は二度死ぬ』に出演した。

## キャスト
| 役名               | 俳優                   | 日本語吹替                               |
| 役名               | 俳優                   | NETテレビ版                              |
| ------------------ | ---------------------- | ---------------------------------------- |
| フェリス           | ウィリアム・ホールデン | 近藤洋介                                 |
| イグ               | 丹波哲郎               | 丹波哲郎                                 |
| ターナ             | キャプシーヌ           | 来宮良子                                 |
| キャンデス         | スザンナ・ヨーク       | 上田みゆき                               |
| トランピー         | マイケル・グッドリーフ |                                          |
| カヴェンディッシュ | アラン・カスバートソン |                                          |
| タールトン         | モーリス・デナム       |                                          |
| C. P. O.           | シドニー・タフラー     |                                          |
|                    | デヴィッド・キース     |                                          |
| 不明 その他        |                        | 川久保潔 浦野光 北村弘一 寄山弘 大木民夫 |
|                    |                        |                                          |
| 演出               | 演出                   | 小林守夫                                 |
| 翻訳               | 翻訳                   | 木原たけし                               |
| 効果               |                        |                                          |
| 調整               |                        |                                          |
| 制作               | 制作                   | 東北新社                                 |
| 解説               | 解説                   | 淀川長治                                 |
| 初回放送           | 初回放送               | 1972年6月18日 『日曜洋画劇場』           |

## スタッフ
- 監督：ルイス・ギルバート
- 製作：カール・タンバーグ、チャールズ・K・フェルドマン（英語版）
- 原作：マイケル・ケオン（英語版）
- 脚本：カール・タンバーグ
- 撮影：フレディ・ヤング
- 音楽：リズ・オルトラーニ